# یزله
یَزْله یا هُوسه نوعی شعر حماسی رایج در جنوب ایران، بالأخص در خوزستان (عمدتاً عشایر عرب) و بوشهر می‌باشد که بعضاً همراه با کوباندن پا بر زمین (معمولاً بصورت جمعی) اجرا می‌شود. یزله (هوسه) هم در مراسمات عزاداری‌ها (همانند محرم و صفر) برگزار می‌شود، و هم در مراسمات شادی.

## خوزستان
یزله (هوسه) که از آن تحت عنوان "عالی‌ترین تجلی احساسات و عواطف انسان عرب خوزستانی" نیز نام برده می‌شود، دارای قدمت و منشأ می‌باشد و ریشه در اعماق تاریخ دارد و اینگونه گفته می‌شود که هوسه عمری به درازی عمر شعر دارد. هوسه در زمانهای برخورد و رویارویی با شدائد و سختی‌های روزگار، با هدف ارتقاء عزم و اراده، و به هنگام رویارویی با دشمن در میان نبرد با قصد افزایش اعتماد بنفس و کاستن از روحیه دشمن، اجرا می‌شود. این حرکت سنتی، در زمانهای پیروزی بر دشواری‌ها یا غلبه بر عدو نیز خوانده می‌گردد.
هوسه سرا که یا شاعر است یا استعداد شعر سرایی دارد، در حالی که با ندایی تک کلمه.ای یا «نخوة» افراد گرداگرد خود را به سکوت و توجه دعوت می‌کند، رباعی خود را با صدای بلند و با ریتم خاص بیان می‌کند. هوسه سرایی کار هر کس نیست، هم باید شاعر یا دارای قریحه شاعری باشد و هم باید بیان او بهترین باشد.

## بوشهر
در بوشهر، این مراسم در شادیها و عروسی‌ها یا عزاداری (خصوصاً در ماه محرم) اجرا می‌شود. نحوهٔ انجام آن بدین صورت است که افراد با گرفتن کمر فرد جلو (مانند قطار بازی بچّه‌ها)، تشکیل یک قطار انسانی داده و با ضرب آهنگ شعر یَزْله، به نرمی قدم برداشته و به جلو می‌روند.
یزله یکی از گونه‌های رایج موسیقی محلّی جنوب ایران محسوب می‌شود. یَزْله به وسیله گروهی از خوانندگان غیر حرفه‌ای اجرا می‌شود و فقط با دست زدن همراه است. در این موسیقی، نغمه بیش از همه حائز اهمیّت است و به متن چندان اهمیّتی داده نمی‌شود.
در مراسم عزاداری، گروه پس از طی مسافتی ایستاده و دایره وار و خمیده به سمت مرکز، با ریتم یَزْله شروع به سینه زنی می‌کنند
که اشعار و نوحه‌هایی که در این مراسم می‌خوانند بستگی به زمان آن مراسم دارد مثلاً در شب تاسوعا همه با هم می‌خوانند: «شب تاسوعاست امشب» و تک خوان در جواب می‌گوید: «کربلا غوغاست امشب» حتی به این مراسم در گفتار عامیانه (هیامظلوم) هم گفته می‌شود.

## جستارهای مرتبط
- سبالو
- لیوا